# Tirreno–Adriatico 2016
Die 51. Austragung des Straßenradrennens Tirreno–Adriatico wurde vom 9. bis 15. März 2016 ausgetragen und führt traditionell vom Tyrrhenischen Meer zum Adriatischen Meer. Das Etappenrennen war Teil der UCI WorldTour 2016 und innerhalb dieser das dritte Rennen nach der Tour Down Under und Paris–Nizza, die sich mit Tirreno–Adriatico zeitlich überschneidete. Die Gesamtdistanz des Rennens betrug 1.019,8 Kilometer.
Greg Van Avermaet (BMC) konnte das Rennen mit nur einer Sekunde Vorsprung auf Peter Sagan (Tinkoff) für sich entscheiden. Dritter wurde der Luxemburger Bob Jungels (Etixx-Quick Step) mit 23 Sekunden Rückstand.

## Teams
Automatisch startberechtigt waren die 18 UCI WorldTeams. Zusätzlich wurden durch den Veranstalter fünf UCI Professional Continental Teams eingeladen.
| WorldTeams (18)- AG2R La Mondiale - Astana - BMC Racing Team - Cannondale - Dimension Data - Etixx-Quick Step - FDJ - Giant-Alpecin - IAM Cycling - Katusha - Lampre-Merida - Lotto NL-Jumbo - Lotto-Soudal - Movistar Team - Orica-GreenEDGE - Sky - Tinkoff - Trek-Segafredo Professional Continental Teams (5)- Androni Giocattoli-Sidermec - Bardiani CSF - Bora-Argon 18 - Caja Rural-Seguros RGA - CCC Sprandi Polkowice |
| |

## Etappen
Aufgrund von Schneefall wurde die fünfte Etappe abgesagt. Die Königsetappe hätte den Apennin überqueren sollen und mit einer Bergankunft auf dem Monte San Vicino in 1208 m Höhe, ein Berg der ersten Kategorie, enden sollen. Davor waren noch Bergwertungen in Valico del Soglio (833 m Höhe/Kategorie 2), in Frontignano (1210 m/Kategorie 1), in Le Arette (1113 m/Kategorie 1) und in Montelago (1017 m/Kategorie 1) geplant gewesen.
| Etappe    | Datum    | Etappenorte                                         | type              | Länge (km) | Etappensieger      | Gesamtführender   |
| --------- | -------- | --------------------------------------------------- | ----------------- | ---------- | ------------------ | ----------------- |
| 1. Etappe | 9. Mär.  | Lido di Camaiore – Lido di Camaiore                 | Teamzeitfahren    | 22,7       | BMC Racing Team    | Daniel Oss        |
| 2. Etappe | 10. Mär. | Camaiore – Pomarance                                | Hügelige Etappe   | 207        | Zdeněk Štybar      | Zdeněk Štybar     |
| 3. Etappe | 11. Mär. | Castelnuovo di Val di Cecina – Montalto di Castro   | Flachetappe       | 176        | Fernando Gaviria   | Zdeněk Štybar     |
| 4. Etappe | 12. Mär. | Montalto di Castro – Foligno                        | Hügelige Etappe   | 222        | Steve Cummings     | Zdeněk Štybar     |
| 5. Etappe | 13. Mär. | Foligno – Monte San Vicino                          | Hochgebirgsetappe | 178        | Etappe abgebrochen | Zdeněk Štybar     |
| 6. Etappe | 14. Mär. | Castelraimondo – Cepagatti                          | Hügelige Etappe   | 210        | Greg Van Avermaet  | Greg Van Avermaet |
| 7. Etappe | 15. Mär. | San Benedetto del Tronto – San Benedetto del Tronto | Einzelzeitfahren  | 10,1       | Fabian Cancellara  | Greg Van Avermaet |

## Gesamtwertung
| \| Gesamtwertung \| Gesamtwertung \| Gesamtwertung \| Gesamtwertung \| Gesamtwertung \| \| Fahrer \| Fahrer \| Land \| Team \| Zeit \| \| ------------- \| --------------------- \| ------------- \| ---------------- \| ---------------- \| \| 1. \| Greg Van Avermaet \| Belgien \| BMC Racing Team \| 20 h 42 min 22 s \| \| 2. \| Peter Sagan \| Slowakei \| Tinkoff \| + 1 s \| \| 3. \| Bob Jungels \| Luxemburg \| Etixx-Quick Step \| + 23 s \| \| 4. \| Sébastien Reichenbach \| Schweiz \| FDJ \| + 24 s \| \| 5. \| Thibaut Pinot \| Frankreich \| FDJ \| + 24 s \| \| 6. \| Vincenzo Nibali \| Italien \| Astana \| + 29 s \| \| 7. \| Zdeněk Štybar \| Tschechien \| Etixx-Quick Step \| + 33 s \| \| 8. \| Michał Kwiatkowski \| Polen \| Team Sky \| + 39 s \| \| 9. \| Bauke Mollema \| Niederlande \| Trek-Segafredo \| + 45 s \| \| 10. \| Roman Kreuziger \| Tschechien \| Tinkoff \| + 48 s \| |                       |             |                  |                  |
| |                       |             |                  |                  |
| Quellen: ProCyclingStats Cycling Quotient Cycling Archives |                       |             |                  |                  |
| Gesamtwertung |                       |             |                  |                  |
| Fahrer | Fahrer                | Land        | Team             | Zeit             |
| 1. | Greg Van Avermaet     | Belgien     | BMC Racing Team  | 20 h 42 min 22 s |
| 2. | Peter Sagan           | Slowakei    | Tinkoff          | + 1 s            |
| 3. | Bob Jungels           | Luxemburg   | Etixx-Quick Step | + 23 s           |
| 4. | Sébastien Reichenbach | Schweiz     | FDJ              | + 24 s           |
| 5. | Thibaut Pinot         | Frankreich  | FDJ              | + 24 s           |
| 6. | Vincenzo Nibali       | Italien     | Astana           | + 29 s           |
| 7. | Zdeněk Štybar         | Tschechien  | Etixx-Quick Step | + 33 s           |
| 8. | Michał Kwiatkowski    | Polen       | Team Sky         | + 39 s           |
| 9. | Bauke Mollema         | Niederlande | Trek-Segafredo   | + 45 s           |
| 10. | Roman Kreuziger       | Tschechien  | Tinkoff          | + 48 s           |

## Wertungstrikots
| Etappe         | Etappensieger          | Gesamtwertung ·   | Punktewertung · | Bergwertung ·    | Nachwuchswertung · | Teamwertung      |
| -------------- | ---------------------- | ----------------- | --------------- | ---------------- | ------------------ | ---------------- |
| 1              | BMC Racing Team        | Daniel Oss        | nicht vergeben  | nicht vergeben   | Yves Lampaert      | BMC Racing Team  |
| 2              | Zdeněk Štybar          | Zdeněk Štybar     | Zdeněk Štybar   | Zdeněk Štybar    | Bob Jungels        | BMC Racing Team  |
| 3              | Fernando Gaviria       | Zdeněk Štybar     | Peter Sagan     | Zdeněk Štybar    | Bob Jungels        | BMC Racing Team  |
| 4              | Stephen Cummings       | Zdeněk Štybar     | Peter Sagan     | Cesare Benedetti | Bob Jungels        | BMC Racing Team  |
| 5              | ausgefallen wg. Schnee | Zdeněk Štybar     | Peter Sagan     | Cesare Benedetti | Bob Jungels        | BMC Racing Team  |
| 6              | Greg Van Avermaet      | Greg Van Avermaet | Peter Sagan     | Cesare Benedetti | Bob Jungels        | Etixx-Quick Step |
| 7              | Fabian Cancellara      | Greg Van Avermaet | Peter Sagan     | Cesare Benedetti | Bob Jungels        | Etixx-Quick Step |
| Wertungssieger | Wertungssieger         | Greg Van Avermaet | Peter Sagan     | Cesare Benedetti | Bob Jungels        | Etixx-Quick Step |